# Tuttles komet
Tuttles komet eller 8P/Tuttle är en periodisk komet som upptäcktes första gången 9 januari 1790 av Pierre François André Méchain i Paris. Även andra astronomer observerade kometen fram till 1 februari, men det var för lite observationer för att säkert räkna ut en omloppsbana.
Horace Tuttle återupptäckte kometen den 5 januari 1858. Efter en tid gick det att räkna ut en omloppsbana och man kopplade ihop kometen med observationerna från 1790 ovan. Kometen har sedan dess varit möjlig att observera vid alla periheliepassager utom 1953. Som ljusast var den 1980 då den nådde magnitud +6,5.
8P/Tuttle senaste perihelium var i slutet av januari 2008 varvid kometen var synlig på södra halvklotet med teleskop i stjärnbilden Eridanus. Den 2 januari 2008 passerade den jorden på avståndet 0,25 AU. 8P/Tuttle är orsaken till meteorskuren ursiderna i slutet av december.
Man trodde att ursiderna 2007 skulle vara kraftigare än vanligt på grund av kometens återkomst men skuren förblev normal.